# Goodnight Mister Tom
Goodnight Mister Tom es una novela juvenil escrita por el autor inglés Michelle Magorian y publicada por Kestrel en 1981. Cuenta la historia de uno de los niños evacuados desde Londres a zonas rurales durante la Batalla de Inglaterra de la II Guerra Mundial. 
En 1982, la novela ganó el premio Guardian Children's Fiction Prize, adjudicado por un tribunal compuesto de jóvenes escritores ingleses.
Se han realizado dos adaptaciones de esta obra para el teatro musical, y otra en formato cinematográfico para la pequeña pantalla, esta última dirigida por Jack Gold y estrenada en 1998.
En 2003, la novela ocupó el puesto número 49 en The Big Read, encuesta realizada por la BBC sobre los 200 libros británicos más populares.